# Rosenbergia weiskei
Rosenbergia weiskei är en skalbaggsart som beskrevs av Heller 1902. Rosenbergia weiskei ingår i släktet Rosenbergia och familjen långhorningar. Inga underarter finns listade i Catalogue of Life.